# سمیر زاوی
سمیر زاوی (انگلیسی: Samir Zaoui؛ زادهٔ ۳ ژوئن ۱۹۷۶) بازیکن سابق و مربی فوتبال اهل الجزایر است.
از باشگاه‌هایی که در آن بازی کرده‌است می‌توان به باشگاه فوتبال المپیک شلف اشاره کرد.
وی همچنین در تیم ملی فوتبال الجزایر بازی کرده‌است.